# Iosif Isihastul
Sfântul Iosif Isihastul (în greacă Άγιος Ιωσήφ ο Ησυχαστής, numele la naștere Φραγκίσκος Κόττης, Francisc Kottis; n. 12 februarie 1897, Lefkes⁠(d), Paros Municipality⁠(d), Administrația descentralizată a Mării Egee⁠⁠(d), Grecia – d. 28 august 1959, Muntele Athos, Republica Monastică de la Muntele Athos, Grecia) a fost un călugăr și stareț ortodox grec care a condus un mic grup de călugări de la Muntele Athos. A fost canonizat ca sfânt de către Patriarhia Ecumenică a Constantinopolului în 2020, fiind sărbătorit în fiecare an pe 16 august.

## Anii de început
Francisc s-a născut în Paros, din părinții Gheorghios și Maria, în 1897. Adolescent fiind, a mers să muncească în Pireu. La douăzeci și trei de ani, a început să citească viețile sfinților, un moment de cotitură duhovnicească pentru el. Aceste vieți, îndeosebi cele ale nevoitorilor aspri, precum și un vis al său, i-au stârnit dorința de a intra în monahism. A răspuns la această dorință postind și rugându-se într-un ținut de țară pustiu din apropiere, și plecând apoi la Muntele Athos.

## Athonit
Viitorul Stareț tânjea după rugăciunea neîncetată, însă avea mari necazuri - din pricină că nu putea găsi un părinte duhovnicesc și fiindcă mulți monahi erau nepăsători față de rugăciunea neîncetată.
Eram nemângâiat pentru că îmi doream atât de fierbinte să aflu ce trebuie să fac pentru a-L afla pe Dumnezeu; și nu numai că nu-l găseam, ci nimeni nu mă ajuta câtuși de puțin.
În toiul acestor întâmplări, însă, s-a învrednicit de a vedea Lumina Nezidită, și a primit darul rugăciunii neîncetate.
Dintr-odată, m-am schimbat deplin și am uitat de mine. M-am umplut de lumină în inimă, și în afară, și peste tot, fără să mai știu dacă am trup. Rugăciunea a început să se rostească de la sine în lăuntrul meu...
În această perioadă, a viețuit în locuri izolate pentru a rosti Rugăciunea lui Iisus. În cele din urmă, s-a întâlnit cu Părintele Arsenie, care va deveni împreună-nevoitor cu dânsul, și a aflat că împărtășesc aceeași dorință de isihie, așa că au hotărât să găsească un Stareț încercat. L-au găsit pe Starețul Efrem Dogarul, și și-au rânduit viețile pentru a dobândi un maxim de tăcere necesară lucrării Rugăciunii lui Iisus. Pe lângă nevoința și rânduiala sa de rugăciune, Părintele Iosif mergea la răsărit într-o peșteră, unde rostea Rugăciunea lui Iisus vreme de șase ceasuri.
După moartea Starețului Efrem Dogarul, Părinții Iosif și Arsenie au petrecut câteva veri perindându-se dintr-un loc în altul, în jurul vârfului Muntelui Athos, pentru a rămâne neștiuți și pentru a afla și a învăța de la călugării înduhovniciți. Iarna, în schimb, se întorceau la coliba lor din pustia de la Sf. Vasilie. Singura lor avere erau veșmintele monahale zdrențuite, iar Părintele Iosif mânca zece grame de pesmeți pe zi, adăugind uneori câteva ierburi fierte. Vorbeau puțin, ca să se poată ruga mai mult. Părintele Iosif a fost, în această perioadă, atacat de demonul curviei, cu care s-a luptat vreme de opt ani, având ca arme privegherile îndelungate și folosind un scaun în loc de pat de dormit. În cele din urmă, Părinții Iosif și Arsenie au descoperit un duhovnic și nevoitor încercat, Starețul Daniil.

## Sfânta Ana Mică (Mikragianna)
Odată cu trecerea timpului, faima lui Gheron Iosif a început să se răspândească. După ce Părintele Arsenie a cedat stăreția care i se cuvenea în virtutea vechimii în monahism, Gheron Iosif a primit trei frați ca să viețuiască împreună cu ei, alții rămânând acolo doar pentru scurtă vreme. În 1938, căutând singurătatea, din pricina numărului crescând de monahi care îi cereau sfatul, s-a dus într-o peșteră de lângă Sfânta Ana Mică, unde obștea a ajuns să numere șapte frați.
După aproape 13 ani, cantitatea mare de muncă fizică necesară viețuirii în acel loc i-a copleșit, cea mai mare parte a părinților îmbolnăvindu-se. Gheron Iosif a mutat obștea mai la vale, lângă mare, la Noul Schit (Nea Sketi).
Gheron Iosif a adormit întru Domnul la 28 August 1959.